# Radialis-Lappen

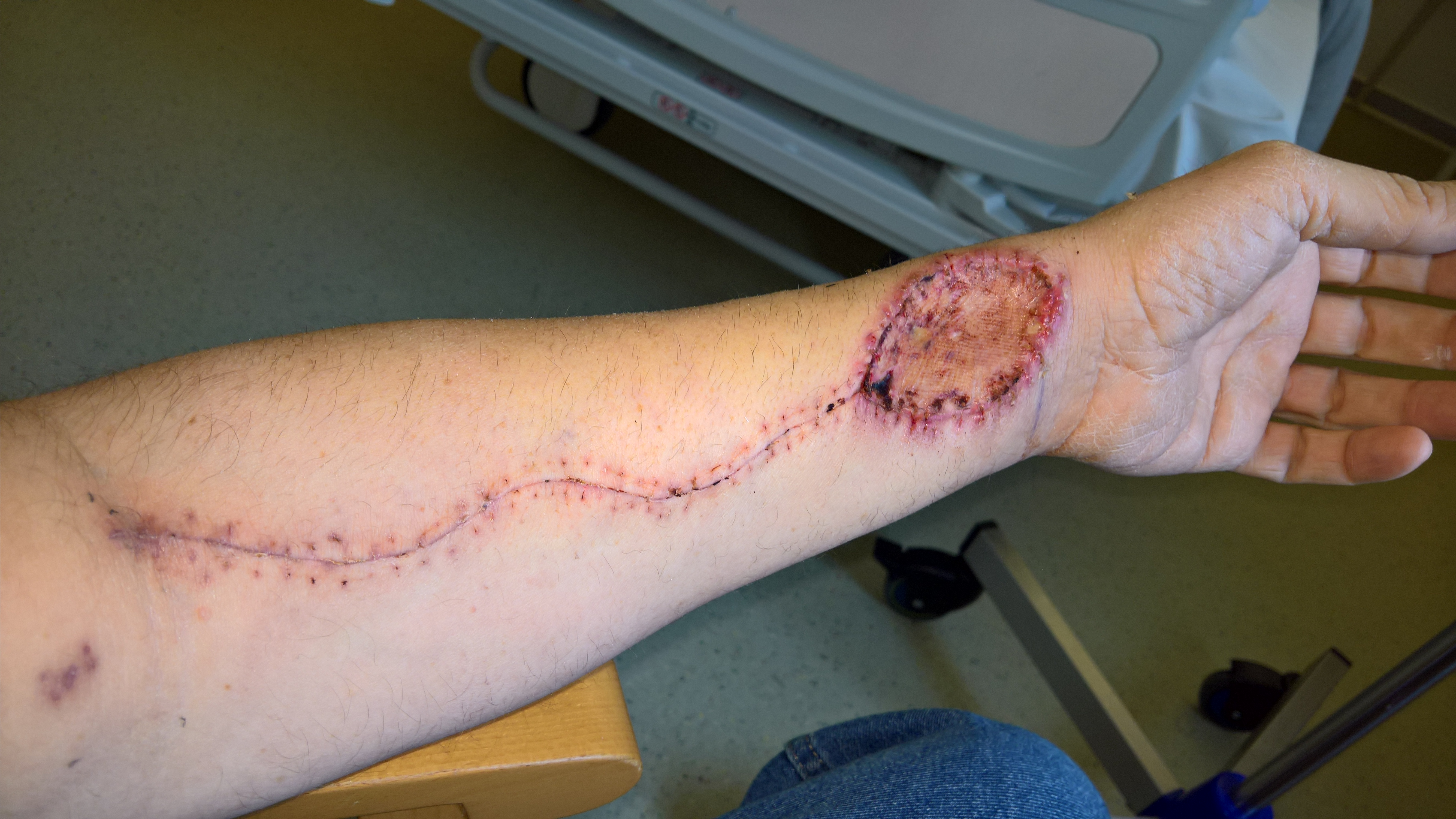
Linker Unterarm nach Entnahme eines Radialis-Lappens

Der Radialis-Lappen (auch: Chinesischer Lappen) ist ein fasciocutaner Lappen am menschlichen Arm, der als Deckung von defekten Hautarealen in der Wiederherstellungschirurgie verwendet wird. Erstmals wurde er 1981 von Yang Kuofan beschrieben.
Die Blutversorgung des Lappens erfolgt über die namensgebende Arteria radialis, die durch die Hebung des Lappens aber unterbrochen wird. Der venöse Abfluss verläuft über die Venae comitantes, welche zu beiden Seiten die A. radialis begleiten. Die sensible Innervation erfolgt weitgehend über den Nervus cutaneus antebrachii lateralis.

## Indikationen
Je nach Absetzungsstelle des Hautlappens wird der proximal gestielte, distal gestielte und freie Lappen unterschieden. Der proximal gestielten Lappen eignet sich zur Defektdeckung am Ellbogen. Beim distal gestielten Lappen kann ein Weichteildefekt im Bereich von Handrücken, Handfläche, Fingern, Daumen sowie dem Handgelenk gedeckt werden. Da der Hautlappen in diesen beiden Fällen unverändert über die A. radialis versorgt wird, und diese nicht abgetrennt wird, ist auch keine Gefäßnaht notwendig.
Hingegen ist der freie Lappen komplett abgetrennt. Üblicherweise werden dabei die arteriellen und venösen Gefäße bis auf Höhe der Ellenbeuge freigelegt und dort unterbrochen. Dadurch wird der Lappen mit seinem langen Gefäßstiel überall am ganzen Körper einsetzbar. Um seine Blutversorgung wiederherzustellen, muss allerdings eine Gefäßanastomose der abgesetzten A. radialis an eine andere Arterie im Bereich des zu deckenden Defektes erfolgen. Der Blut-Abfluss wird durch eine Gefäßanastomose der radialen Venae comitantes sichergestellt, die das arterielle Gefäß paarig begleiten. Dafür werden eine oder beide Begleitvenen an eine Vene im Bereich des Transplantationsgebietes angeschlossen. Der Radialislappen wird oftmals in der Hals- oder Kopfregion eingesetzt – weil er ähnlich wie die Gesichts- und Halshaut weich und elastisch ist; aber auch in der Urologie findet er Verwendung.
Sowohl im Hals-Kopf-Bereich, als auch bei urologischen Rekonstruktionen besteht zudem der Vorteil, dass die Entnahme des Radialis-Lappens relativ weit entfernt vom Gebiet des zu versorgenden Defektes erfolgt. Dadurch lässt sich zum Beispiel bei einer Tumoroperation mit geplanter gleichzeitiger Rekonstruktion von einem zweiten Team parallel der Lappen präparieren, während die Hauptoperation ungestört weiterlaufen kann. Somit resultiert eine kürzere Operationsdauer.

## Komplikationen
Bevor der Lappen entnommen werden kann, muss ein sogenannter Allen-Test durchgeführt werden, um eine mögliche einseitige Blutversorgung der Hand über die Arteria radialis und die Gefahr einer Gangrän der Hand auszuschließen. Somit wird eine ausreichende Blutversorgung der Hand auch nach der Entnahme der Arteria radialis über die Arteria ulnaris gewährleistet.
Die Entnahmestelle wird meistens mit Spalthaut gedeckt, was oft ein schlechtes ästhetisches Ergebnis hervorbringt und zu Wundheilungsstörungen führen kann. Des Weiteren ist an der Entnahmestelle mit Hypästhesie, Hyperästhesie oder Parästhesie zu rechnen. Eine weitere Komplikation ist die Abnahme der Kraft an der Spenderhand. Alternativ ist die Deckung des Defektes mit einem Vollhaut-Transplantat, beispielsweise aus der Leistenregion möglich, so wie dies beim Radialis-Lappen auf dem Bild durchgeführt wurde.